# شيريل آن كراوز
شيريل آن كراوز (بالإنجليزية: Cheryl Ann Krause) هي قاضية ومحامية أمريكية، ولدت في 1968 في سانت لويس في الولايات المتحدة.